# 10a etapa del Tour de França de 2009
La 10a etapa del Tour de França de 2009 es disputà el dimarts 14 de juliol sobre un recorregut de 193 quilòmetres entre Llemotges i Issoudun. Aquesta etapa es disputà sense auriculars, cosa que provocà una protesta de bona part dels equips que van decidir boicotejar l'etapa i no disputar-la a fons. El vencedor fou el britànic Mark Cavendish, que d'aquesta manera aconseguia la seva tercera victòria de la present edició.

## Recorregut de l'etapa
Etapa bàsicament plana per les carreteres de l'Alta Viena, Cruesa i l'Indre. Les poques dificultats muntanyoses es troben en la primera part de la cursa i són tres petites cotes de quarta categoria, per la qual cosa és una etapa propícia pels esprintadors. En ser el dia de la Festa Nacional francesa els ciclistes francesos buscaran el seu lluïment.

## Desenvolupament de l'etapa
Per tal d'animar aquesta etapa totalment plana els organitzadors van decidir que es faria, a títol experimental, sense l'ajuda dels auriculars que serveixen per comunicar-se amb els cotxes i saber en temps real tot el que succeeix a la cursa. Mancats d'aquesta informació els ciclistes haurien d'organitzar-se com fa vint anys, amb la informació de les pissarres i anant i tornant dels cotxes d'equip. Això va provocar una protesta de bona part dels equips que van decidir boicotejar l'etapa i no disputar-la a fons, cosa que provocà les crítiques de Christian Prudhomme, director del Tour.
Al quart quilòmetre el francès Thierry Hupond de l'equip Skil-Shimano aconseguí escapar-se del gran grup. Al setè quilòmetre se l'hi uní el també francès Benoît Vaugrenard (FDJ) i el rus Mikhaïl Ignàtiev (Team Katusha). Al novè quilòmetre va ser Samuel Dumoulin (Cofidis) el que s'afegí al trio, tot aprofitant que un pas a nivell els havia barrat el pas per un breu instant.
Cap dels escapats era perillós per la general, però el gran grup no els deixà agafar més de 4' de diferència. El motiu és que bona part dels equips s'havien posat d'acord a no disputar l'etapa com a protesta per la no utilització dels auriculars. A manca de dos quilòmetres el gran grup atrapà els escapats i la victòria es decidí a l'esprint, sent-ne el vencedor el britànic Mark Cavendish.
Les classificacions no patiren cap mena de variació i tots els ciclistes mantingueren els seus mallots.

## Esprints intermedis
| 1r | Samuel Dumoulin   | 6 pts |
| 2n | Thierry Hupond    | 4 pts |
| 3r | Benoît Vaugrenard | 2 pts |

| 1r | Benoît Vaugrenard | 6 pts |
| 2n | Thierry Hupond    | 4 pts |
| 3r | Samuel Dumoulin   | 2 pts |

| 1r | Thierry Hupond    | 6 pts |
| 2n | Benoît Vaugrenard | 4 pts |
| 3r | Samuel Dumoulin   | 2 pts |

## Ports de muntanya
- Cota de Salvanet. 340m. 4a categoria (km 12,5) (1,8 km al 4,5%)

| 1r | Mikhaïl Ignàtiev  | 3 pts |
| 2n | Thierry Hupond    | 2 pts |
| 3r | Benoît Vaugrenard | 1 pts |

- Cota de Saint-Laurent-les-Eglises. 396m. 4a categoria (km 27,5) (2,0 km al 5,3%)

| 1r | Mikhaïl Ignàtiev | 3 pts |
| 2n | Thierry Hupond   | 2 pts |
| 3r | Samuel Dumoulin  | 1 pts |

- Cota de Bénévent-l'Abbaye. 465m. 4a categoria (km 58,5) (1,8 km al 3,4%)

| 1r | Thierry Hupond    | 3 pts |
| 2n | Benoît Vaugrenard | 2 pts |
| 3r | Samuel Dumoulin   | 1 pts |

## Classificació de l'etapa
|    | Ciclista           | Equip                 | Temps      |
| -- | ------------------ | --------------------- | ---------- |
| 1  | Mark Cavendish     | Team Columbia-HTC     | 4h 46' 43" |
| 2  | Thor Hushovd       | Cervélo TestTeam      | m. t.      |
| 3  | Tyler Farrar       | Garmin-Slipstream     | m. t.      |
| 4  | Leonardo Duque     | Cofidis               | m. t.      |
| 5  | José Joaquín Rojas | Caisse d'Epargne      | m. t.      |
| 6  | Lloyd Mondory      | AG2R La Mondiale      | m. t.      |
| 7  | Kenny van Hummel   | Skil-Shimano          | m. t.      |
| 8  | William Bonnet     | Bbox Bouygues Telecom | m. t.      |
| 9  | Daniele Bennati    | Liquigas              | m. t.      |
| 10 | Saïd Haddou        | Bbox Bouygues Telecom | m. t.      |

## Classificació general
|    | Ciclista              | Equip             | Temps       |
| -- | --------------------- | ----------------- | ----------- |
| 1  | Rinaldo Nocentini     | AG2R La Mondiale  | 39h 11' 04" |
| 2  | Alberto Contador      | Team Astana       | + 6"        |
| 3  | Lance Armstrong       | Team Astana       | + 8"        |
| 4  | Levi Leipheimer       | Team Astana       | + 39"       |
| 5  | Bradley Wiggins       | Garmin-Slipstream | + 46"       |
| 6  | Andreas Klöden        | Team Astana       | + 54"       |
| 7  | Tony Martin           | Team Columbia-HTC | + 1' 00"    |
| 8  | Christian Vande Velde | Garmin-Slipstream | + 1' 24"    |
| 9  | Andy Schleck          | Team Saxo Bank    | + 1' 49"    |
| 10 | Vincenzo Nibali       | Liquigas          | + 1' 54"    |

## Classificacions annexes

### Classificació per punts
| Classificació per punts | Total   |
| ----------------------- | ------- |
| Thor Hushovd            | 147 pts |
| Mark Cavendish          | 141 pts |
| José Joaquín Rojas      | 97 pts  |

### Classificació de la muntanya
| Classificació de la muntanya | Total  |
| ---------------------------- | ------ |
| Egoi Martínez                | 78 pts |
| Christophe Kern              | 59 pts |
| Franco Pellizotti            | 55 pts |

### Classificació del millor jove
| Classificació del millor jove | Temps       |
| ----------------------------- | ----------- |
| Tony Martin                   | 39h 12' 04" |
| Andy Schleck                  | + 49"       |
| Vincenzo Nibali               | + 54"       |

### Classificació per equips
| Classificació per equips | Total        |
| ------------------------ | ------------ |
| AG2R La Mondiale         | 115h 59' 24" |
| Team Astana              | + 3"         |
| Team Columbia-HTC        | + 04' 45"    |

### Combativitat
- Thierry Hupond

## Abandonaments
No n'hi ha cap.